# Estação de Tatebayashi
A Estação de Tatebayashi (館林駅, Tatebayashi-eki, em japonês) é uma estação de trem localizada no distrito comercial de Tatebayashi, Gunma Prefeitura, Japão.

## Linhas
Tobu Railway
 Linha Tobu Isesaki [ja]
 Linha Tobu Sano [ja]
 Linha Tobu Koizumi

## História
A estação foi inaugurada em 27 de agosto de 1907. O atual edifício da estação e a Passagem Leste-Oeste da Liberdade foram concluídos em 4 de dezembro de 2009.
A numeração da estação foi introduzida em 17 de março de 2012 (TI10).

## Layout da estação
Estação terrestre com 2 linhas e 5 linhas na plataforma da ilha. Devido à reforma do pátio da estação, foram instalados o edifício da estação de Hashikami, passagem livre leste-oeste, elevador e banheiros multifuncionais. A conclusão prevista para o início era março de 2009, mas foi colocada em serviço em 4 de dezembro do mesmo ano.

### Plataformas

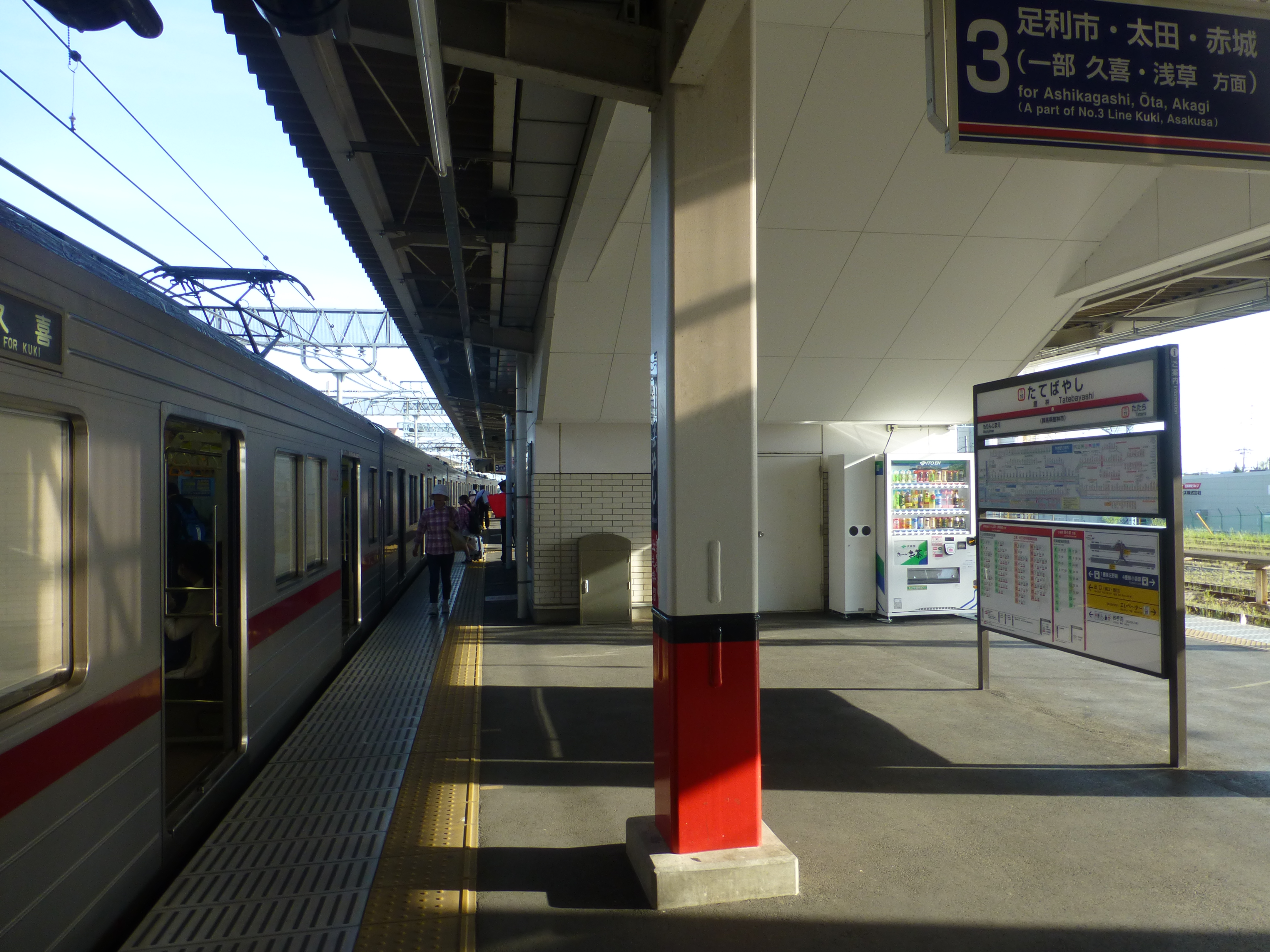
Plataformas

| Plataformas | Linha         | Direção                                         | Destino                                                                             | Observação                               |
| ----------- | ------------- | ----------------------------------------------- | ----------------------------------------------------------------------------------- | ---------------------------------------- |
| 1           | Linha Sano    | -                                               | por Sano e Kuzū                                                                     |                                          |
| 2           | Linha Isesaki | Subindo                                         | por Kuki, Tōbu-Dōbutsu-Kōen, Linha Tobu Skytree Kita-Senju, Tokyo Skytree e Asakusa |                                          |
| 3           | Linha Isesaki | Subindo                                         | por Kuki, Tōbu-Dōbutsu-Kōen, Linha Tobu Skytree Kita-Senju, Tokyo Skytree e Asakusa |                                          |
| Descendo    | Linha Isesaki | Ashikagashi, Ōta en Linha Tobu Kiryū [ja] Akagi |                                                                                     |                                          |
| Linha Sano  | -             | por Sano e Kuzū                                 | Usado por expresso limitado                                                         |                                          |
| 4           | -             | LInha Koizumi                                   | por Nishi-Koizumi                                                                   | Transfer para Ryūmai em Higashi-koizumi. |
| 5           | Linha Isesaki | Subindo                                         | por Kuki, Tōbu-Dōbutsu-Kōen, Linha Tobu Skytree Kita-Senju, Tokyo Skytree e Asakusa | Principalmente abrigo / retorno          |
| 5           | Linha Isesaki | Descendo                                        | por Ashikagashi e Ōta                                                               | Principalmente abrigo / retorno          |

## Instalações ao redor da estação
- Nisshin Flour Milling [ja] Fábrica de Tatebayashi
- Shoda Shoyu [ja] escritório Central

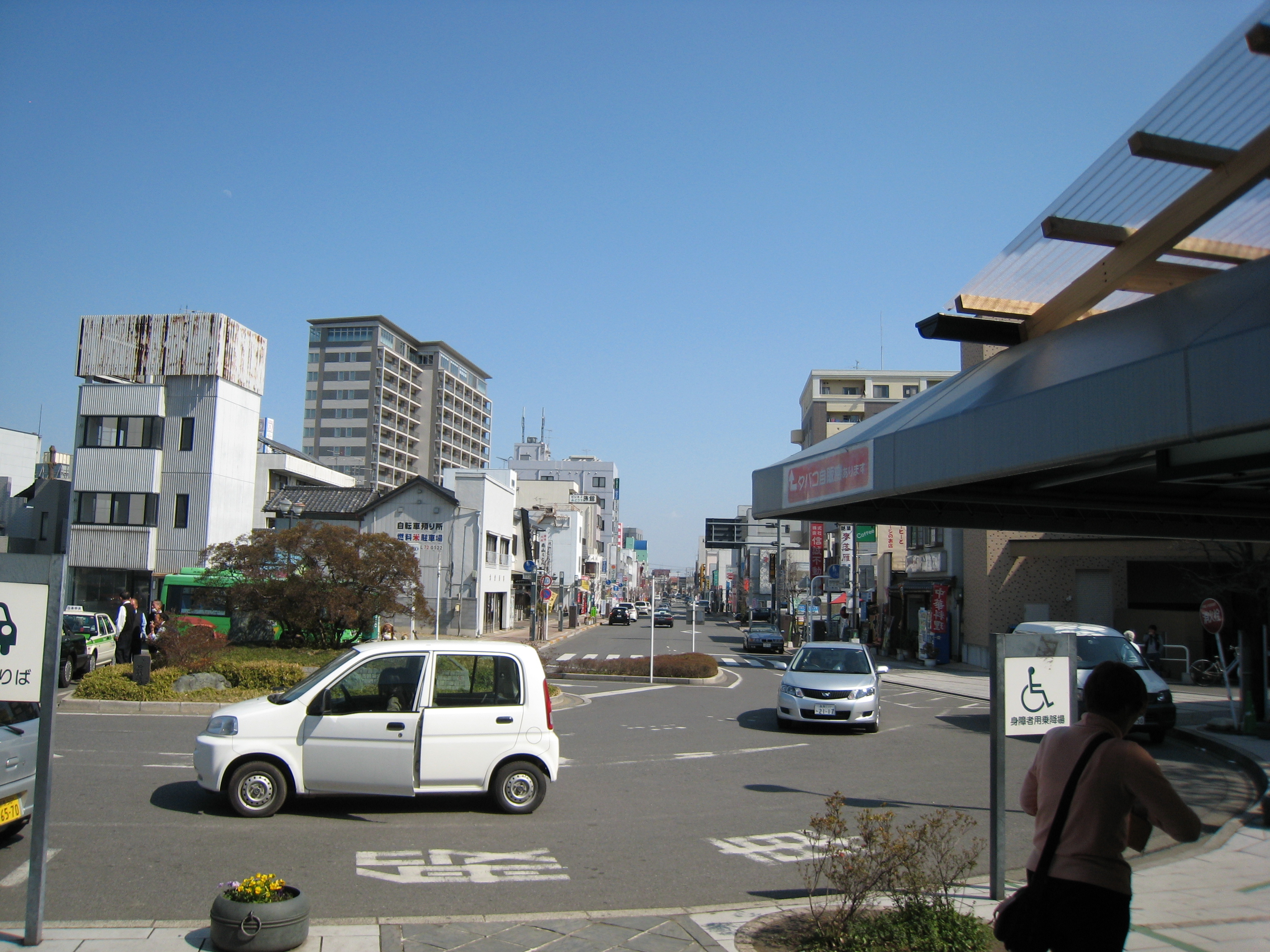
Paisagem urbana em frente à estação na saída oeste

- Hospital de bem-estar de Tatebayashi [ja]
- Gunma Bank [ja]
- Tatebayashi Shinkin Bank [ja]
- Torisen [ja] Loja Fujimicho
- Kusuri no aoki [ja] Loja Tatebayashi Sakaecho
- Tsutsujigaoka Parque [ja]
- Ruínas do Castelo de Tatebayashi [ja]